# مسجد عثمان كتخدا
مسجد عثمان كتخدا القازدغلى أو مسجد الكيخيا (1147 هجرية / 1734م) ، هو أحد المساجد التي انشئت في عصر الدولة العثمانية في مصر ، يقع هذا المسجد في حى الأزبكية عند تقاطع شارع إبراهيم بشارع قصر النيل.

## البناء
وهو الأمير عثمان كتخدا (أو كخيا) عام 1147 هـ والذي تقلد العديد من المناصب وكان ذائع الشهرة في عصره واهتم بإنشاء العديد من العمائر الدينية واوقف الكثير من املاكه للإنفاق على مسجده.وللمسجد عمارة خاصة اتسمت بها عمارة العصر المملوكي فهو عبارة عن صحن أوسط تحيط به أربعة ايوانات اكبرها ايوان القبة الكبرى المكون من ثلاث بواك محمولة على أعمدة موازية لجدار القبلة وله أربع واجهات ويتميز بزخارفه البديعة وله اعتاب من رخام الجرانيت . مسجد كتخذا أو «الكخيا» الأثرى مبنى منذ 280 عام في عام 1147 هـ
كان من المنشآت القريبة من بركة الأزبكية وكان بجوار هذا المسجد حمام وسبيل أزيلا ولما تمم الأمير عثمان بناءه عين فيه للتدريس العلامة الشيخ عمر بن على بن مصطفى الطحلاوي وجعل إمامه وخطيبه الشيخ حسن المقدسي وأول ما صلى فيه وقع به ازدحام عظيم حتى ان الأمير عثمان بك ذو الفقار حضر للصلاة متأخرا فلم يجد له محلا يصلى فيه فرجع وصلى بجامع أزبك وقد أمتلئت المزملة بالسكر المذاب وشرب منها عامة الناس وطافوا بالقلل للشرب من المسجد.

## الوصف
يتوسط المدخل باب يصعد إليه بمجموعة من الدرجات الرخامية. والباب مبنى قوامه رسوم نباتية. ويحيط بجدار المسجد من أعلى أزار خشبى نقشت عليه كتابات قرآنيه .ويتوسط جدار إيوان القبلة محراب مجوف من الرخام البديع التكوين يكتنفه عمودان أخضران بتيجانهما على شكل مقرنصات ، ويعلو المحراب نافذة مستديرة مملوءة بالزجاج المعشق المتعدد الألوان مكتوب عليه الله محمد، أبو بكر ، عثمان. وبجوار المحراب منبر خشبى مصنوع من خشب الخرط والحشوات المجمعة.
وتوجد عتبة على باب المسجد بها كتبات هيروغلفية. وهذه الظاهرة معروفة بكثرة حيث يتم إعادة تدوير أحجار البناء المأخوذة من دور عبادة قديمة لتوضع في في المعابد الفرعونية الجديدة في العصور المختلفة وظهرت أيضاً في العصر البطلمي ووالرماني وفي بعض الكنائس القبطية وبعض المساجد.